# Audrey Mbugua
Audrey Mbugua (sinh năm 1984) là một nhà hoạt động chuyển giới ở Kenya, người đã tham gia vào các hành động pháp lý để đấu tranh cho quyền của người chuyển giới tại Tòa án tối cao Kenya.
Cô là người đứng đầu Tổ chức Giáo dục và Vận động cho người chuyển giới và được đề cử cho giải thưởng Hoa hồng Nhân quyền của Bộ Ngoại giao Hà Lan năm 2014 vì hoạt động của cô.
Vào tháng 7 năm 2014, Mbugua đã thắng kiện tại tòa án, Tổ chức Giáo dục và Vận động cho Người chuyển giới đã đăng ký với Hội đồng NGO quốc gia ở Kenya. Vào tháng 10 năm 2014, cô đã thắng một lần nữa trong trường hợp buộc Hội đồng thi quốc gia Kenya thay đổi tên trong chứng chỉ học tập.
Vào tháng 6 năm 2016, Mbugua, đại diện cho Tổ chức Giáo dục và Hỗ trợ người chuyển giới, vận động cho Dự luật Y tế năm 2016 về việc công nhận người chuyển giới, để ngăn chặn sự kỳ thị liên quan đến chuyển đổi giới tính, rằng liệu pháp xác định lại giới tính được cho phép và những thay đổi khác liên quan đến phẫu thuật xác định lại giới tính.

## Hoạt động
Vào tháng 7 năm 2014, Tòa án Tối cao Kenya đã ra lệnh cho Hội đồng NGO quốc gia yêu cầu Tổ chức Giáo dục và Chuyển giới cho Người chuyển giới trả các khoản phí hợp pháp của mình..
Vào tháng 10 năm 2014, trong một vụ kiện mang tính bước ngoặt, Tòa án tối cao Kenya đã ra lệnh cho Hội đồng khảo thí quốc gia Kenya thay đổi tên của Mbugua trên giấy chứng nhận học tập của cô, (xóa dấu giới tính nam trên giấy chứng nhận). Kể từ khi chuyển giới, chứng chỉ học tập của cô không còn phản ánh đúng giới tính của cô gây khó khăn trong công việc.
Năm 2014, Mbugua đã được đề cử cho giải thưởng Nhân quyền Hoa Kỳ của Bộ Ngoại giao Hà Lan vì hoạt động của cô.